# Felisa Miceli
Felisa Miceli, argentinska političarka in ekonomistka, * 26. september 1952, Buenos Aires, Argentina
Miceli je nekdanja ministrica za gospodarstvo in proizvodnjo Argentine v času mandata predsednika Néstorja Kirchnerja. Na položaj je prišla 28. januarja 2005 kot prva ženska v zgodovini Argentine. 16. julija 2007 je odstopila zaradi vpletenosti v korupcijsko afero, ko so v njeni pisarni našli vrečo denarja.